# Hòa Lâm
Hòa Lâm là một xã thuộc huyện Ứng Hòa, thành phố Hà Nội, Việt Nam.
Xã Hòa Lâm có diện tích 9,48 km², dân số năm 1999 là 6.448 người, mật độ dân số đạt 680 người/km². Đây là xã có Dự án đường trục phía nam Hà Nội đi qua. Xã Hòa Lâm gồm 7 thôn: Mỹ Lâm; Đống Long; Hòa Chanh; Trạch Xá; Trạch Bái; Phúc Quan; Cống Khê.
Làng nghề may áo dài Trạch Xá là một làng nghề lâu đời ở Việt Nam. Trạch Xá, xã Hòa Lâm là quê hương của bà tổ nghề may Nguyễn Thị Sen. Bà là hoàng hậu thứ tư của Vua Đinh Tiên Hoàng sau đã về quê hương để truyền nghề cho dân làng.